# Balázs Szabó
Dans le nom hongrois Szabó Balázs, le nom de famille précède le prénom, mais cet article utilise l’ordre habituel en français Balázs Szabó, où le prénom précède le nom.
 (décembre 2016).
Si vous disposez d'ouvrages ou d'articles de référence ou si vous connaissez des sites web de qualité traitant du thème abordé ici, merci de compléter l'article en donnant les références utiles à sa vérifiabilité et en les liant à la section « Notes et références ».
Balázs Szabó ([ˈbɒlaːʒ], [ˈsɒboː]), né le 22 février 1985 à Miskolc en Hongrie, est un organiste, pianiste, harmoniumiste, musicologue et expert d'orgue hongrois.
Il est diplômé de l'université de musique Franz-Liszt de Budapest, de l'École supérieure de musique de Wurtzbourg (de) et de l'université Tor Vergata de Rome, premier prix au Concours international d’orgue de Nuremberg (de) (ION) ainsi qu'à Biarritz et à Saint-Maurice, et lauréat du Grand Prix de Chartres en interprétation.
En tant que talent polyvalent et lauréat de concours importants, Balázs Szabó s'est fait un nom dans le monde de l'orgue. Comme instrumentiste, une de ses spécialisations est l’exécution historique de la musique pour harmonium. Le musée Ferenc Liszt de Budapest a demandé Balázs Szabó pour la restauration et pour l’inauguration du « piano-orgue » de Ferenc Liszt.

## Biographie
Il effectue ses études à l'université de musique Franz-Liszt de Budapest, à l'École supérieure de musique de Wurtzbourg (de) (Meisterklasse, Kirchenmusik), à Trossingen et à Rome (OrganExpert). Pendant ses études, il effectue de nombreuses master classes. Il reçoit ses impulsions artistiques les plus décisives de Christoph Bossert (de), chez qui il termine en 2010 ses études par un Meisterklasse d'orgue. En 2010, il obtient le titre Meister der Orgel avec mention très bien à l'unanimité premier nommé[pas clair]. 
Parallèlement à ses études de Meisterklasse il effectue un cursus international d'expert de l'orgue (Internationalen Masterstudiengang OrganExpert), et est depuis, sollicité à l'échelle européenne en tant qu'expert de l'orgue.
En 2011, il est nommé en tant que directeur de la discipline organologie à l'université de musique Franz-Liszt de Budapest. Depuis 2012, il vit à Budapest dans son pays natal. En 2013, il est nommé en tant que professeur d'orgue au conservatoire Béla Bartók à Budapest.
Par son seul apprentissage,[pas clair] il se consacre à la restauration des harmoniums d'art, et donne des concerts dans toute l'Europe sur sa riche collection d'harmoniums, restaurés par ses soins. 

## Prix
- Premier Prix à Saint-Maurice  (2007)
- Grand Prix et Prix Spécial à Biarritz  (2009)
- Premier Prix au 60e Concours international d’orgue de Nuremberg (de) - ION Musica Sacra (2011).
- Second Prix d'Interprétation du Concours International d'Orgue au Grand Prix de Chartres. (2014)

- Prix de Niveau de la ville de Miskolc (2010)
- Prix Junior Prima (hu) (2010).